# Taraxacum jugiferum
Taraxacum jugiferum — вид квіткових рослин з родини айстрових (Asteraceae). Вид зростає в Європі: Австрія, Чехія, Данія, Німеччина, Польща; це багаторічна рослина помірних біомів.